# Agathosma foleyana
Agathosma foleyana är en vinruteväxtart som beskrevs av Dümmer. Agathosma foleyana ingår i släktet Agathosma och familjen vinruteväxter. Inga underarter finns listade i Catalogue of Life.